# تشيب غودير
تشيب غودير (بالإنجليزية: Chip Goodyear)‏ هو شخصية أعمال وكبير الإداريين التنفيذيين أمريكي وأسترالي، ولد في 18 يناير 1958 في هارتفورد في الولايات المتحدة.